# Petkovo (distrikt i Bulgarien, Smoljan)
Petkovo (bulgariska: Петково) är ett distrikt i Bulgarien.   Det ligger i kommunen Obsjtina Smoljan och regionen Smoljan, i den södra delen av landet, 180 km sydost om huvudstaden Sofia.
I omgivningarna runt Petkovo växer i huvudsak blandskog. Runt Petkovo är det ganska tätbefolkat, med 60 invånare per kvadratkilometer.